# Billy Graham
William Franklin Graham Jr., najpoznatiji kao Billy Graham (Charlotte, Sjeverna Karolina, 7. studenog 1918. – Montreat, Sjeverna Karolina, 21. veljače 2018.) bio je američki evangelizator, protestantski baptistički svećenik i zagovornik građanskih prava čije su emisije i propovijedi uživo postale vrlo raširene na međunarodnoj razini od sredine do kraja 20. stoljeća. Tijekom karijere duge šest desetljeća, Graham je bio istaknuta evanđeoska kršćanska ličnost u Sjedinjenim Američkim Državama.
Grahama neki smatraju "jednim od najutjecajnijim kršćanskih vođa 20. stoljeća". Održao je jako velik broj skupova s propovijedima koje su emitirane na radiju i televiziji, a neke se još uvijek reemitiraju u 21. stoljeću. U svojih šest desetljeća na televiziji, Graham je bio domaćin godišnjih evangelizacijskih kampanja koje su trajale od 1947. do njegovog umirovljenja 2005. Također je vodio radio emisiju "Sat odluke" (eng. Hour of Decision) od 1950. do 1954. godine.
Odbacivao je rasnu segregaciju i inzistirao na rasnoj integraciji počevši od 1953. Kasnije je pozvao Martina Luthera Kinga Jr. da zajedno propovijedaju u New Yorku 1957. godine.
Unatoč svojim ranim sumnjama i strepnji, uobičajenim među suvremenim evanđeoskim protestantima prema katolicizmu, Graham je na kraju razvio prijateljske veze s mnogim osobama Katoličke Crkve u SAD-u i kasnije poticao jedinstvo između katolika i protestanata.
Upravljao je raznim medijima i izdavačkim kućama. Prema izjavama njegovih pomoćnika, više od 3,2 milijuna ljudi odazvalo se njegovom pozivu da "prihvate Isusa Krista kao svog osobnog Spasitelja".
Procijenjena Grahamova doživotna publika, uključujući radijske i televizijske emisije, premašila je milijune ljudi. Kao rezultat njegovih evangelizacijskih kampanja, Graham je osobno propovijedao evanđelje većem broju ljudi nego itko u povijesti kršćanstva. Bio je na Gallupovu popisu najcjenjenijih muškaraca i žena u SAD-u rekordnih 61 put.
Bio je najprepoznatljivija osoba protestantizma druge polovice 20. stoljeća. Nazivali su ga "američkim pastorom", "najvećim kršćanskim Amerikancem ikad", "pastorom predsjednika", "kapelanom Bijele kuće", itd. 
Osobno je upoznao i intervjuirao svakog američkog predsjednika od Trumana do Obame. Bio je savjetnik američkih predsjednika od Eisenhowera do Busha, a s mnogima od njih bio je i prijatelj. U 1950-im i 1960-im godinama borio se protiv komunizma i rasizma. Podržao je vojne intervencije Sjedinjenih Država u Koreji, Vijetnamu i Iraku. Nakon skandala Watergate distancirao se od svijeta politike.
Preminuo je u 99. godini života.